# Giuseppe Calvetti
Giuseppe Calvetti (Verona, 9 dicembre 1962) è un doppiatore italiano.
Impegnato in attività di doppiaggio (film, serie TV, telefilm, cartoni animati, telenovele, monologhi) in vari studi (Dream and Dream, PV, Merak, Jupiter, Vision, ecc), nonché voce ufficiale di Iris, fa da voce fuori campo a vari programmi televisivi nazionali quali La macchina del tempo e Naturalmente su Rete 4, Ushuaia e Ciak Junior su Italia 1, Canzoni sotto l'albero, Link e 2000 su Canale 5 e Mamma mia e Missione cuccioli su Sky.

## Biografia
Si forma inizialmente alla Scuola di Teatro CIM con le attrici/doppiatrici Anna Bonasso e Luciana Ravazzin. In seguito partecipa a differenti corsi e seminari, con l'attore del Teatro del Piccolo Paolo Valerio, e con l'attore/doppiatore Marco Morellini affronta le varie possibilità di caratterizzazione vocale.
Approfondisce l'impostazione vocale e interpretativa volta soprattutto al doppiaggio (Ipotesi Cinema di E.Olmi e A. Bonasso).
Prende parte a vari lavori teatrali con la compagnia Renato Simoni (I rusteghi di Carlo Goldoni, Il povero Piero di Achille Campanile, Bertoldo a corte di Giulio Cesare Croce, Così è se vi pare di Luigi Pirandello).
Gira dei cortometraggi indirizzati a convention sul marketing aziendale.

## Doppiaggio

### Film
- Adam Rothenberg in The Mauritanian
- Orlando Bloom in Ned Kelly
- John Benjamin Hickey in Eddie - Un'allenatrice fuori di testa
- Vincent D'Onofrio in Newton Boys
- Jonathan Scarfe in Giuda
- Peter Sarsgaard in Empire - Due mondi a confronto
- Ben Foster in Bang bang, sei morto
- Michael Landes in Getting Personal

### Film d’animazione
- Meowth in Pokémon il film - Mewtwo colpisce ancora, Pokémon 2 - La forza di uno,  Pokémon 3 - L'incantesimo degli Unown, Pokémon 4Ever, Pokémon Heroes

### Serie TV
- Peter Franzén in Vikings
- Nicolas Grandhomme in Lebowitz vs. Lebowitz
- Richard Harrington in Gangs of London
- Angel Pardo in Monica Chef
- Jorgito Vargas Jr. in Horizon
- Patrick Burch in Outer Range
- Corey Parker Robinson e Gavin Alexander Houston in Sentieri (1ª voce)

### Doc Film Cinema
- Amy
- Impressionismo

### Voice over Reality
- MasterChef Italia
- Hell's Kitchen Italia
- The Taste

### Documentari Tv
- Il mondo insieme Doc Viaggi Natura Programma di Licia Colò
- Quando nasce una mamma Gruppo Magnoglia Tv
- Missione cuccioli Gruppo Magnoglia Tv

### Cartoni animati
- Dende da adulto in Dragon Ball Z, Dragon Ball GT, Dragon Ball Super
- Meowth in Pokémon (doppiaggio Mediaset)
- Peter Parker/Uomo Ragno in Spider-Man
- Prezzemolo e Pagui in Prezzemolo
- Franklin Armstrong in The Charlie Brown and Snoopy Show[2]
- Mr. Time in Dr. Slump[3] (2º doppiaggio, serie 1980/86)
- Octy e Blue Gilly in One Piece[4]
- Komada, Madoka, Akaranger e Inmaki in Yu degli spettri
- Tommy Yama (narratore) in Time Bokan - Le macchine del tempo

### Videogiochi
- Rachet in Ratchet & Clank: Armi di distruzione, Secret Agent Clank, Ratchet & Clank: Alla ricerca del tesoro, Ratchet & Clank: A spasso nel tempo
- Guybrush Threepwood in Monkey Island, The Curse of Monkey Island
- Prezzemolo e Pagui in Prezzemolo in una giornata da incubo[5], Prezzemolo in un viaggio da sogno[6]
- Re Harold e Papà orso in Shrek 2[7]
- Seth in Atlantis: Segreti d'un mondo perduto[8]
- Vari doppiaggi in parecchi videogiochi su Cd-rom (per i marchi Cto-Lucas)
- Avvocato Radcliffe in Alice: Madness Returns[9]
- Fintan in Atlantis II[10]
- Piccolo Serpente e Chimalli in Aztec: Maledizione nel cuore della città d'oro[11]
- Karne, Sessith, Torrgeir e Keledon in Baldur's Gate: Dark Alliance[12]
- Ben Kendall in Borrow Hill[13]
- Astronomo in The Dig[14]
- Goblin #3 e Petrino in Dragon Lore II: Il cuore del dragone[15]
- Ramoset in Egypt 1156 a.C.: l'enigma della tomba reale[16]
- Gunnar il soldato dimezzato e Guardiamarina Arnold in Grim Fandango[17]
- Giles Northcott in Hitman: Contracts[18]
- Redstone in Rage[19]